# Antoine Alfred Agénor de Gramont

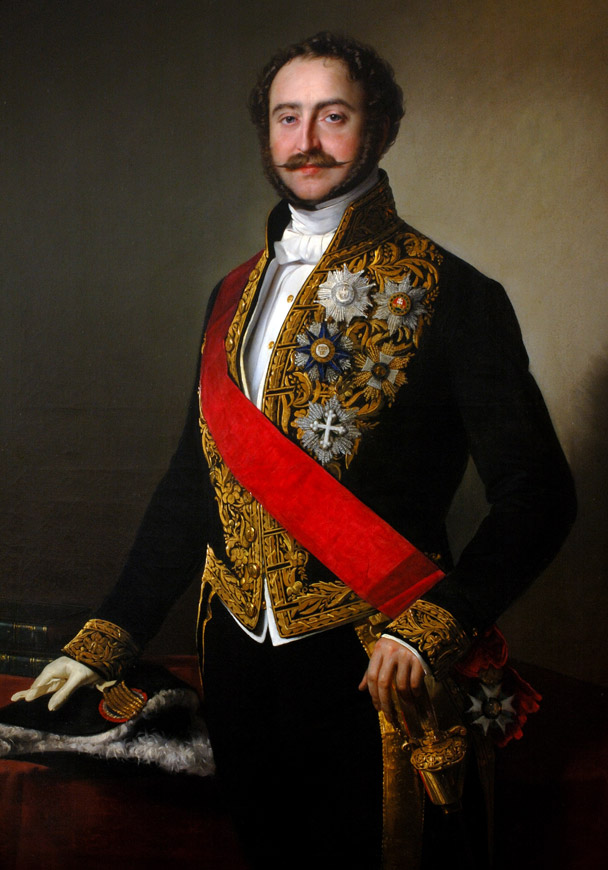
Antoine Alfred Agénor de Gramont

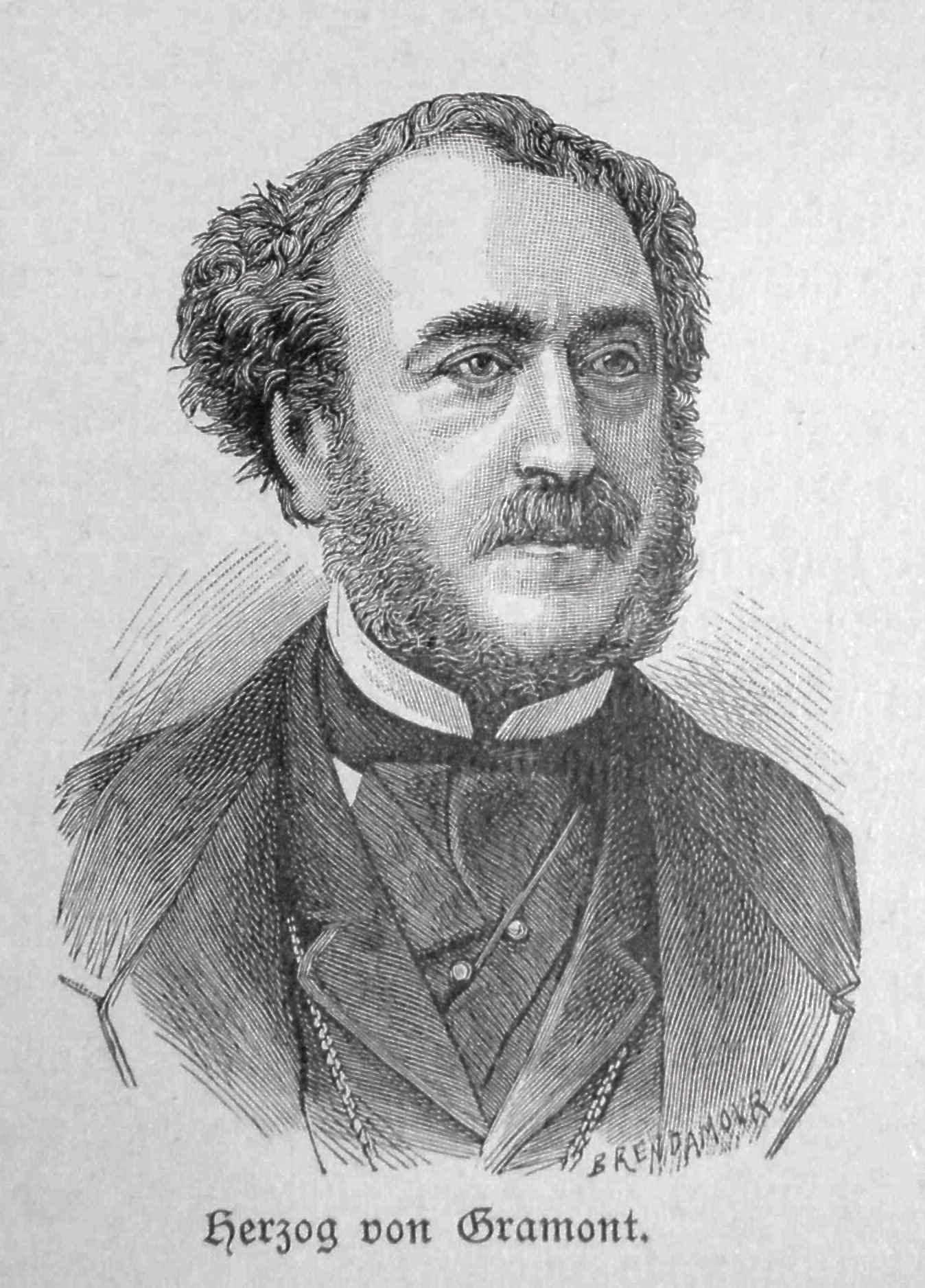
Herzog von Gramont

Antoine Alfred Agénor Herzog de Gramont (* 14. August 1819 in Paris; † 17. Januar 1880 ebenda) war ein französischer Diplomat, zuletzt im Rang eines Botschafters. Als Außenminister des Kabinetts von Émile Ollivier war er 1870 eine der handelnden Personen im Vorfeld des Deutsch-Französischen Krieges.

## Werdegang
Gramont entstammte einer der vornehmsten Familien des alten Adels, der jüngeren Linie der Vicomtes von Aure, die ihren Namen von ihrem Stammsitz Gramont in Navarra herleiteten. Sein Großvater, Herzog Antoine Louis Marie von Gramont (1755–1836), war während der Revolution ausgewandert, und sein Vater, Herzog Antoine Heraclius Genevieve Agenor von Gramont und Guiche (1789–1855), hatte auf britischer Seite am spanischen Unabhängigkeitskrieg teilgenommen, war 1823 als Generalleutnant in die französische Armee eingetreten und begleitete 1830 den abgedankten König Karl X. ins schottische Exil. Die jüngere Generation war dagegen bonapartistisch eingestellt; Gramonts Vetter Graf Antoine Louis Raymond von Gramont (1787–1825), brachte es in Napoléon Bonapartes Armee zu Rang und Namen. Gramonts Mutter Ida Grimod d'Orsay (1802–1882) war die Schwester von Alfred d’Orsay. Gramots Großmutter mütterlicherseits, Eleonore Franchi, Freiin von Franquemont (1771–1833), war eine natürliche Tochter von Herzog Carl Eugen von Württemberg mit der aus Lucca stammenden italienischen Tänzerin Anna Eleonora Franchi (1750–1833).   
Gramont verdankte seine Karriere seiner früh begründeten Freundschaft mit Napoléon III. Nach seiner Ausbildung an der École polytechnique trat er in die Dienste des Außenministeriums. Seine Karriere entwickelte sich nach dem Staatsstreich Napoléons am 2. Dezember 1851, mit dem sich sein Freund diktatorische Vollmachten verschaffte. Die neue Regierung sandte ihn als Generalbevollmächtigten nach Kassel und Stuttgart sowie nach Turin (1853), als Botschafter nach Rom zum Heiligen Stuhl (1857) und nach Wien (1861). Nach einer konservativen Kabinettsumbildung im April/Mai 1870 wurde er am 15. Mai zum Außenminister im Kabinett Émile Olliviers berufen. Als solcher war er hauptsächlich, aber nicht ganz allein, verantwortlich für die misslungene französische Verhandlungsführung im Konflikt mit Preußen über die spanische Thronfolge, die zur Katastrophe des Deutsch-Französischen Kriegs (1870–1871) führte.
Gramont gehörte im September 1854 zu den 85 Überlebenden des Untergangs des amerikanischen Ozeandampfers Arctic bei Kap Race (Neufundland), wobei 350 Menschen ums Leben kamen.

## Gramonts Rolle 1870
In welchem Maße Gramont die Schuld am Krieg trifft, wurde kontrovers diskutiert. In seiner Apologie L'empire liberal beschreibt Ollivier die Ereignisse aus erster Hand. Die bekannte Deklaration, die Gramont am 6. Juli vor der Kammer verlas, und die mehr oder minder unverhohlen mit Krieg gegen Preußen drohte, entstand demnach als Gemeinschaftswerk des gesamten Kabinetts. Gramonts ursprünglichen Entwurf befanden die Minister für zu unklar und kraftlos; die Bezugnahme auf eine Wiedererweckung des alten Reichs Karls V. war Olliviers Vorschlag; die Erklärung, dass Frankreich eine Verschiebung des europäischen Gleichgewichts zu seinen Ungunsten durch eine auswärtige Macht nicht erlauben werde, stammte vom Kaiser. Soweit es die Kammererklärung betrifft, waren Gramonts Kabinettskollegen und der Souverän also ebenso verantwortlich.
Andererseits ist deutlich, dass Gramont nicht mit derselben „Begeisterung“ wie seine Kollegen den „ehrenvollen Frieden“ anstrebte, und ebenso, dass er die Reaktionen der übrigen europäischen Mächte auf eine französische Kriegserklärung völlig falsch einschätzte. Er zählte auf einen Beistand Österreich-Ungarns, weil – so Ollivier – er neun Jahre lang in der adeligen Gesellschaft Wiens verkehrt hatte, wo seit 1866 die Forderung nach „Rache für Sadowa“ – also Vergeltung für die Niederlage gegen Preußen im Deutschen Krieg – zum Allgemeingut gehörte. Aufgrund dieser Zuversicht war er weniger geneigt als seine Kollegen, sich mit der Rücknahme der hohenzollerischen Kandidatur für den spanischen Thron zufriedenzugeben und das Beste aus der Situation zu machen. Gramont legte dem Kaiser am Abend des 12. Juli die zweifelhaften Umstände des hohenzollerischen Rückzugs dar und wies noch in derselben Nacht den französischen Botschafter in Preußen, Vincent Benedetti, an, von König Wilhelm I. eine zeitlich unbegrenzte Verzichtsgarantie der Hohenzollern zu fordern.
Die letztendliche Verantwortung muss nach Olliviers Darstellung dem Kaiser zugeschrieben werden, der sie „in Ausübung persönlicher Macht dem einzigen seiner Minister aufbürdete, der zu einer derartigen Vernachlässigung der parlamentarischen Schutzmechanismen bereit war“. Gramont selbst habe „kein Verständnis für die Erfordernisse des parlamentarischen Systems gehabt; er blieb ein Botschafter, der, wie gewohnt, die Befehle seines Souveräns befolgte; er verstand nicht, bei allem guten Willen, dass das falsch war und dass er sich als parlamentarischer Minister an einer für die Autorität des Parlaments zerstörerischen Handlung beteiligt hatte“. Weiter schreibt Ollivier: „Die Ursache war bei ihm Gehorsam, nicht überlegtes Kriegsstreben“. Aus der Sicht Frankreichs und der übrigen Welt war es jedenfalls Gramont, der für die Politik verantwortlich war, mit der sich Frankreich in den Augen der europäischen Mächte unrecht verhielt und die Bismarck in die Lage versetzte, Frankreich mit der Veröffentlichung der Emser Depesche jenen „Schlag ins Gesicht“ (soufflet) zu versetzen, wie Gramont es vor der Kammer nannte, der unmittelbar zur französischen Kriegserklärung führte.

## Weiteres Leben
Nach der Niederlage bei Weißenburg am 4. August 1870 trat Gramont am 9. August zusammen mit den anderen Ministern des Ministeriums Ollivier zurück. Nach der Revolution im September 1870 ging er nach England. Nach dem Krieg kehrte er nach Paris zurück, wo er 1880 starb. Er war seit dem 27. Dezember 1848 mit Emma Mary Mackinnon (1811–1891), einer Schottin, verheiratet. Im Ruhestand veröffentlichte er verschiedene Apologien seiner Politik von 1870, namentlich La France et la Prusse avant la guerre (Paris, 1872).